# Jeńki

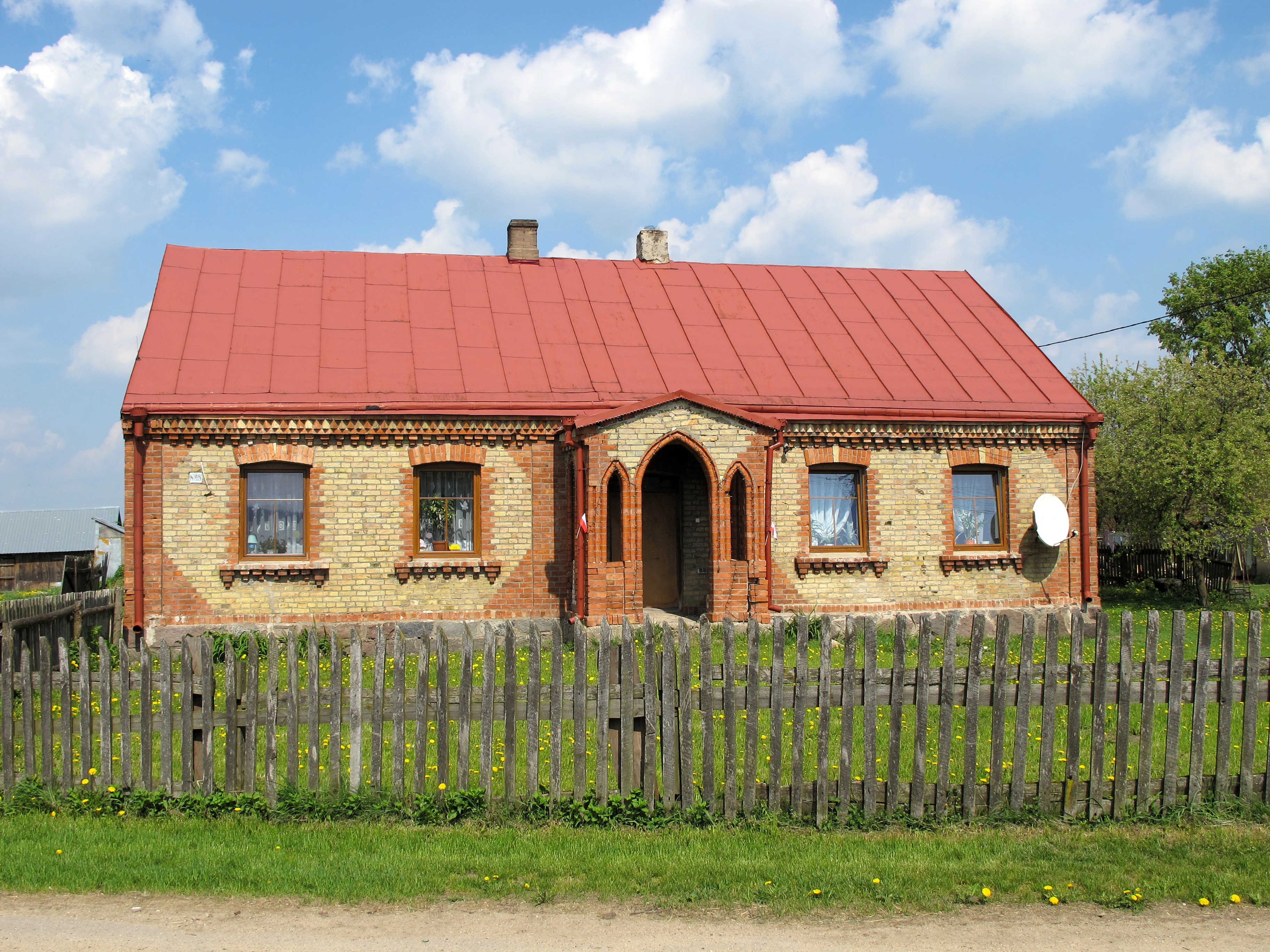
Dom w Jeńkach

Jeńki – wieś w Polsce, położona w województwie podlaskim, w powiecie wysokomazowieckim, w gminie Sokoły.
Do 1954 roku siedzibą gminy Kowalewszczyzna. W latach 1954–1959 wieś należała do gromady Kowalewszczyzna, następnie należała i była siedzibą władz gromady Jeńki. W latach 1975–1998 wieś administracyjnie należała do województwa łomżyńskiego.
Wierni kościoła rzymskokatolickiego należą do parafii Wniebowzięcia Najświętszej Maryi Panny w Waniewie.

## Integralne części wsi
| SIMC    | Nazwa          | Rodzaj    |
| ------- | -------------- | --------- |
| 0405850 | Adamowo        | część wsi |
| 0405866 | Jeńki-Romanowo | część wsi |

## Historia
Jeńki były częścią dóbr Kowalewszczyzna, należących między innymi do Radziwiłłów. Pod koniec XVII w. od Szczawińskich majątek ten zakupili Orsetti. Około roku 1830 właścicielami Rostworowscy.
W I Rzeczypospolitej miejscowość należała do ziemi bielskiej.
Pod koniec XIX w. Jeńki znajdowały się w powiecie mazowieckim. We wsi osad 46, użytki rolne o powierzchni 770 morgów.
Folwark Jeńki mierzył 430 morgów, w tym: grunty orne i ogrody – 154, łąki – 159, pastwiska – 11, las – 96, nieużytki i place – 10 morgów. Budynki: murowanych – 3, drewnianych – 13. W pobliżu wiatrak, cegielnia, pokłady torfu.
W roku 1921 naliczono tu 70 budynków z przeznaczeniem mieszkalnym oraz 494 mieszkańców (236 mężczyzn i 258 kobiet). Narodowość polską podały 493 osoby, a 1 białoruską.
W lipcu 1944 Niemcy zamordowali 5 osób, mężczyzn wywieźli na roboty przymusowe a kobiety i dzieci wypędzili ze wsi.
W dniu 23 października 1989 r. zamordowano w miejscowym zagajniku dwoje nieletnich mieszkańców - Monikę i Janusza Faszczewskich. W 2020 roku Prokuratura Okręgowa w Łomży skierowała materiał dowodowy do sądu rodzinnego dla nieletnich w Wysokiem Mazowieckiem, wskazując domniemanego sprawcę zbrodni.